# 特莫波县
特莫波县一译特摩不县，是柬埔寨班迭棉吉省下辖的一个县。
该县有一处古迹班迭奇马寺，被世界文化遗产基金会列为百大最濒危遗址之一。